# Geometra pratti
Geometra pratti är en fjärilsart som beskrevs av Louis Beethoven Prout 1912. Geometra pratti ingår i släktet Geometra och familjen mätare. Inga underarter finns listade i Catalogue of Life.